# Peter Fuchs von Bühlstein
Peter Fuchs von Bühlstein, tidigare Fuchs, född 16 juli 1612 i Steinbuhl, Nürnbergska gebietet, död 16 maj 1668 i Stockholm, var en svensk livmedikus.

## Biografi
Peter Fuchs von Bühlstein föddes 1612 i Steinbuhl, Nürnbergska gebietet. Han var son till Andreas Fuchs och Elisabet Reuter. Fuchs von Bühlstein blev 1638 medicine doktor i Mümpelgard och 1638 medikus på franska flottan, som gick till Medelhavet. Han praktiserade 1639 som läkare i Oliver, Toulon och Anitbes, 1640 i Milano, 1641 i Venedig och 1643 i Verona. Fuchs von Bühlstein blev 1646 läkare hos hertigen av Sultzbach och 1646 var han även hans råd. Han blev 1650 geheimeråd, livmedikus och hovmedikus hos hertig Christian August, senare hos pfalzgreven Filip vid Rehn och lantgreven Fredrik av Hessen. Fuchs von Bühlstein adlades 26 november 1653 av kejsare Ferdinand III till Fuchs von Bühlstein och blev 26 september 1953 svensk adelsman samt livmedikus hos drottning Maria Eleonora. Han avled 1668 i Stockholm och begravdes 3 juli samma år i Riddarholmskyrkan.

### Familj
Fuchs von Bühlstein gfte sig andra gången 2 oktober 1649 med Maria Eleonora Robertsson von Struan, dotter till arkiatern Jakob Robertsson och Margareta Blomer. De fick tillsammans barnen Hedvig Johanna Fuchs von Bühlstein (död 1717) som var gift med biskopen Jakob Helvich i Reval, Maria Fuchs von Bühlstein (född 1656), kaptenen Filip Fuchs von Bühlstein (född 1658), pagen Per Gustaf Fuchs von Bühlstein (född 1659) och Christina Elisabet Fuchs von Bühlstein (född 1660).